# Lawrence (förnamn)
Lawrence är ett förnamn och personer med namnet.

## Personer med förnamnet Lawrence
- Lawrence Alma-Tadema, brittisk målare
- Lawrence Barrett, amerikansk skådespelare
- Lawrence Bragg, australisk fysiker
- Lawrence Dallaglio, brittisk rugbyspelare
- Edgar Lawrence Doctorow, amerikansk författare
- Lawrence D'Orsay, brittisk skådespelare
- Lawrence Durrell, brittisk författare
- Lawrence Eagleburger, amerikansk politiker
- Lawrence Hargrave, australisk flygare
- Lawrence Klein, amerikansk ekonom
- Lawrence Kohlberg, amerikansk psykolog
- Lawrence Lessig, amerikansk författare och professor
- Lawrence Makoare, nyzeeländsk skådespelare
- Lawrence Oates, brittisk upptäcktsresande
- Lawrence Stroll, kanadensisk finansman
- Lawrence Summers, amerikansk politiker
- Lawrence Taliaferro, amerikansk militär
- Lawrence Tierney, amerikansk skådespelare
- Lawrence S. Trimble, amerikansk politiker
- Lawrence Weiner, amerikansk konstnär